# Burgos-BH/Saison 2020
Dieser Artikel beschreibt die Saison 2020 des Radsportteams Burgos-BH.
Die Mannschaft belegte Platz 56 in der UCI-Weltrangliste. Sie nahm an der Vuelta a España 2020 teil, konnte aber weder Etappen noch Sonderwertungen gewinnen oder einen Fahrer auf einen vorderen Platz in der Gesamtwertung platzieren.

## Fahrer
| Teamkader 2020          | Teamkader 2020    | Teamkader 2020         | Teamkader 2020                      |
| Name                    | Geburtsdatum      | Land                   | Vorheriges Team                     |
| ----------------------- | ----------------- | ---------------------- | ----------------------------------- |
| Jetse Bol               | 8. September 1989 | Niederlande            | Manzana Postobón (2018)             |
| Óscar Cabedo            | 12. November 1994 | Spanien                | Seguros Bilbao (2016)               |
| Carlos Canal            | 28. Juni 2001     | Spanien                |                                     |
| Isaac Cantón            | 13. Juni 1996     | Spanien                | Kometa (2019)                       |
| Jorge Cubero            | 6. November 1992  | Spanien                |                                     |
| Jesús Ezquerra          | 30. November 1990 | Spanien                | Sporting-Tavira (2017)              |
| Ángel Fuentes           | 5. November 1996  | Spanien                |                                     |
| Matthew Gibson          | 2. September 1996 | Vereinigtes Königreich | JLT Condor (2018)                   |
| Pablo Guerrero          | 20. März 1992     | Spanien                | Rádio Popular-Boavista (2019)       |
| Victor Langellotti      | 7. Juni 1995      | Monaco                 | UC Monaco (2017)                    |
| Ángel Madrazo           | 30. Juli 1988     | Spanien                | Delko-Marseille Provence-KTM (2018) |
| Alex Molenaar           | 13. Juli 1999     | Niederlande            | Monkey Town-À Bloc CT (2019)        |
| José Neves              | 30. Oktober 1995  | Portugal               | W52-FC Porto (2018)                 |
| Juan Felipe Osorio      | 30. Januar 1995   | Kolumbien              | UD Oliveirense-InOutBuild (2019)    |
| Manuel Peñalver         | 10. Dezember 1998 | Spanien                | Trevigiani-Phonix-Hemus 1896 (2018) |
| Diego Rubio             | 13. Juni 1991     | Spanien                | Caja Rural-Seguros RGA (2017)       |
| Nícolas Sessler         | 29. April 1994    | Brasilien              | Lizarte (2017)                      |
| Willie Smit             | 29. Dezember 1992 | Südarfika              | Katusha-Alpecin (2019)              |
| Jaume Sureda            | 25. Juli 1996     | Spanien                |                                     |
| Ricardo Vilela          | 18. Dezember 1987 | Portugal               | Manzana Postobón (2018)             |
|                         |                   |                        |                                     |
| Quelle: ProCyclingStats |                   |                        |                                     |